# Chenopodium album var. reticulatum
Chenopodium album subsp. reticulatum é uma variedade de planta com flor pertencente à família Chenopodiaceae. 
A autoridade científica da variedade é (Aellen) Uotila, tendo sido publicada em Acta Botanica Fennica 108: 31. 1978.

## Portugal
Trata-se de uma variedade presente no território português, nomeadamente em Portugal Continental e no Arquipélago da Madeira.
Em termos de naturalidade é nativa das duas regiões atrás indicadas.

## Protecção
Não se encontra protegida por legislação portuguesa ou da Comunidade Europeia.